# Мультикоптер

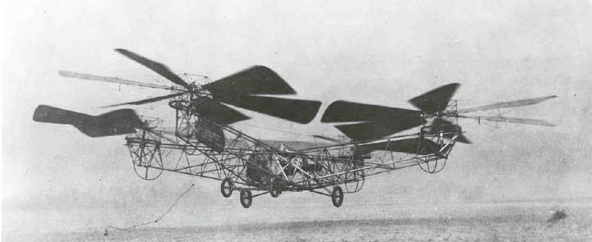
Квадрокоптер Ботезата, 1923.

Мультикоптер (англ. multirotor, multicopter, многороторный вертолёт, многолёт) — летательный аппарат, построенный по вертолётной схеме, с тремя и более несущими винтами.

## История
Многовинтовые вертолёты разрабатывались ещё в первые годы вертолётостроения. Один из первых квадрокоптеров (четырёхроторный вертолёт), сумевших оторваться от земли и держаться в воздухе, был создан Георгием Ботезатом и испытан в 1922 году. Недостатком этих аппаратов была сложная трансмиссия, передававшая вращение одного мотора на несколько винтов. Изобретение рулевого винта и автомата перекоса положило конец этим попыткам. 
Новые разработки начались в 1950-е годы, но дальше прототипов дело не продвинулось.
Новое рождение мультикоптеры получили в XXI веке уже как беспилотные аппараты. Благодаря простоте конструкции квадрокоптеры часто используются в любительском моделировании, также удобны для аэрофото- и видеосъёмки.

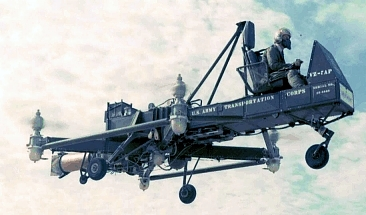
Curtiss-Wright VZ-7 фактически представляет собой квадрокоптер
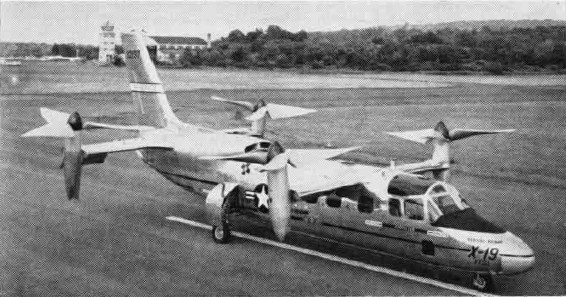
Самолёт Curtiss-Wright X-19 использует при взлёте и посадке принцип квадрокоптера
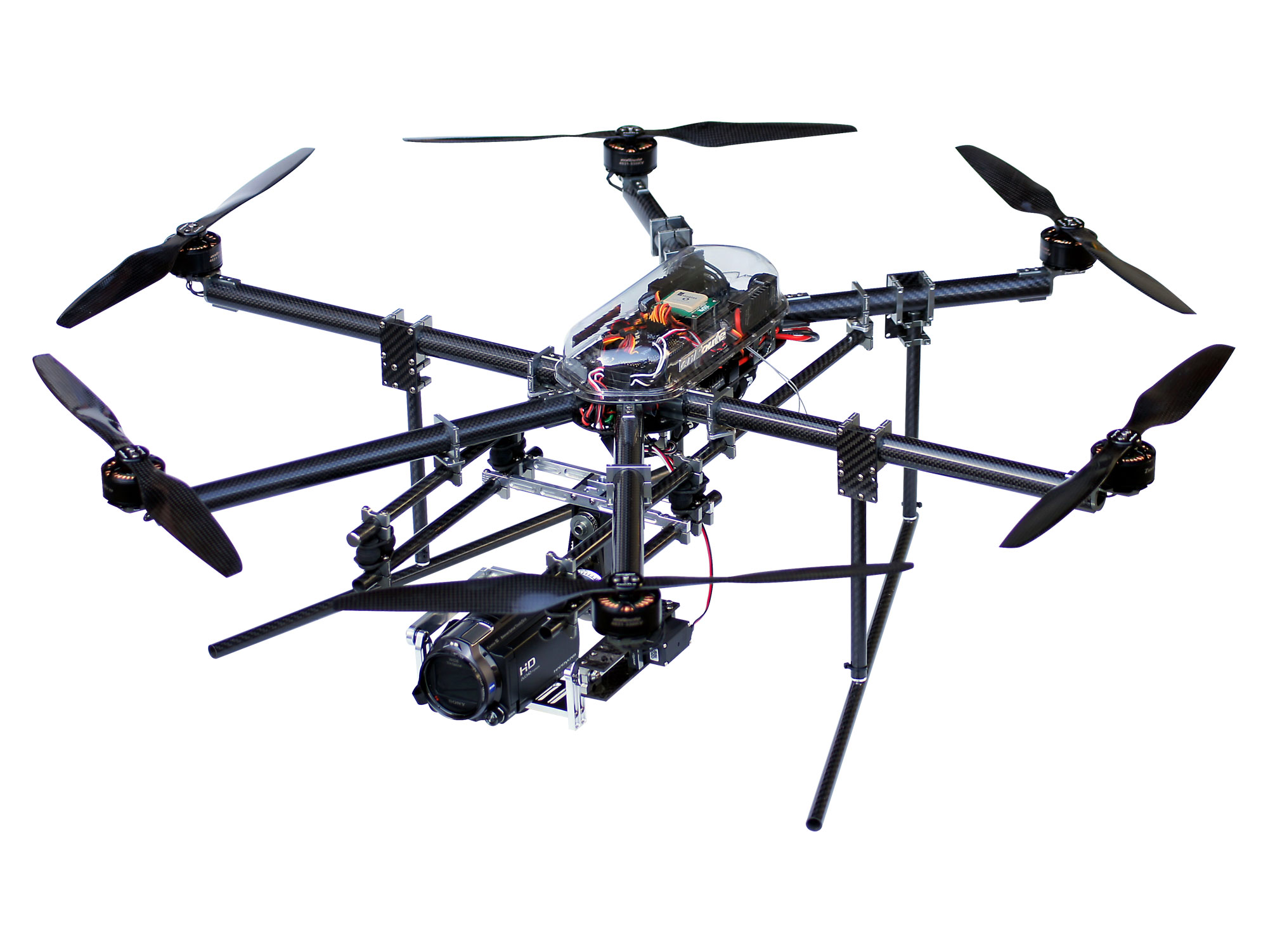
Гексакоптер с монтируемой портативной видеокамерой
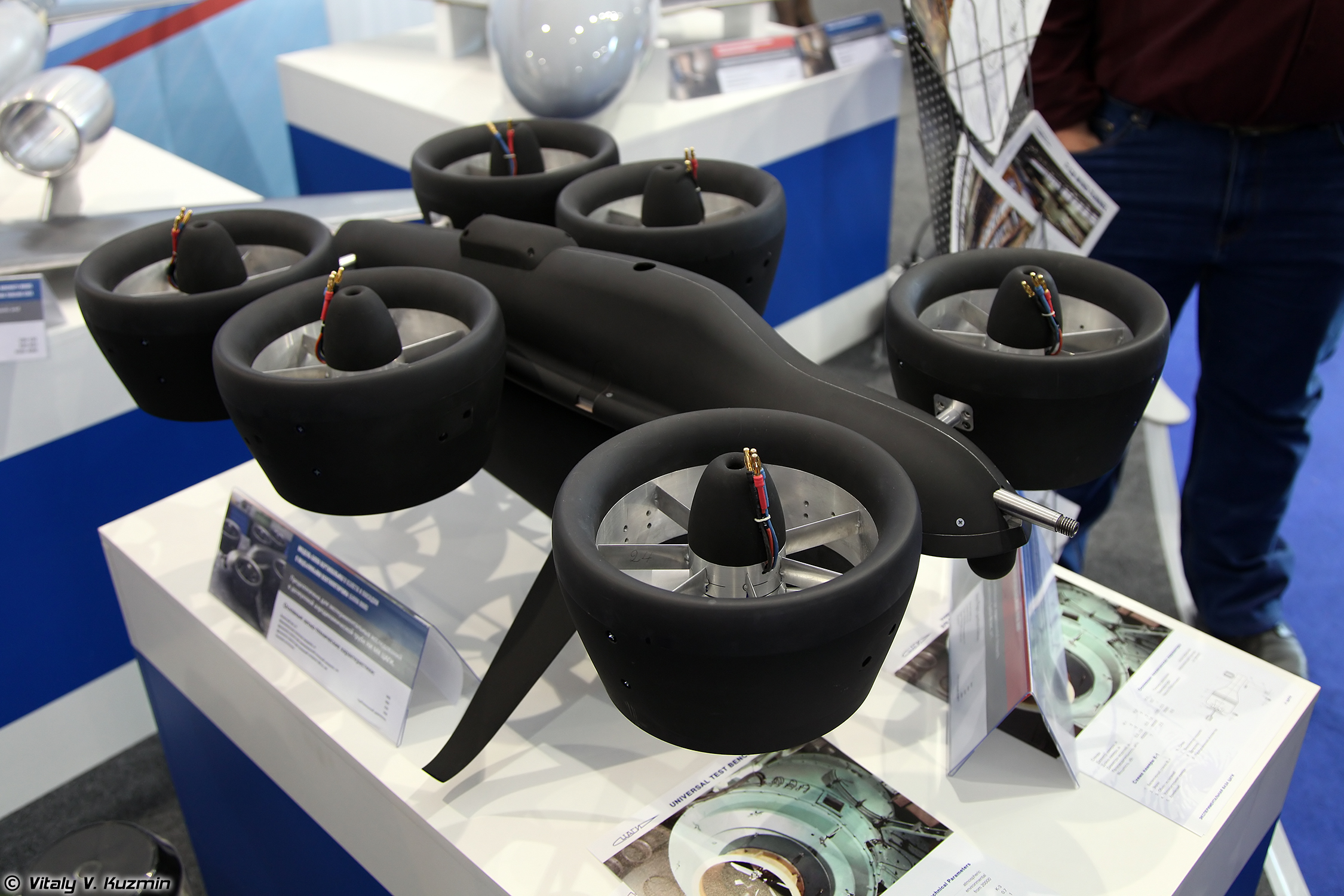
Модель транспортного средства-гексакоптера
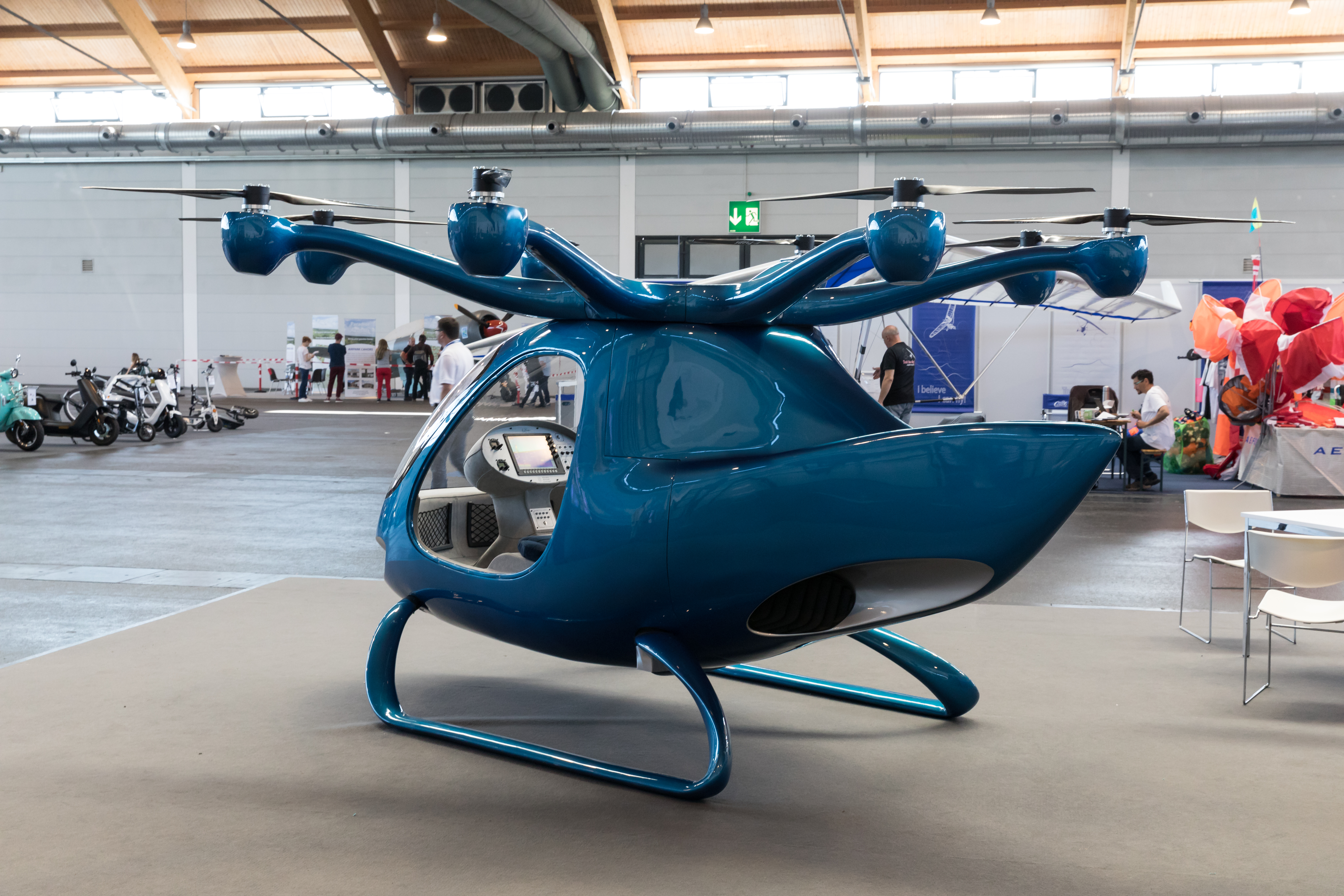
Октокоптер для персональных полётов
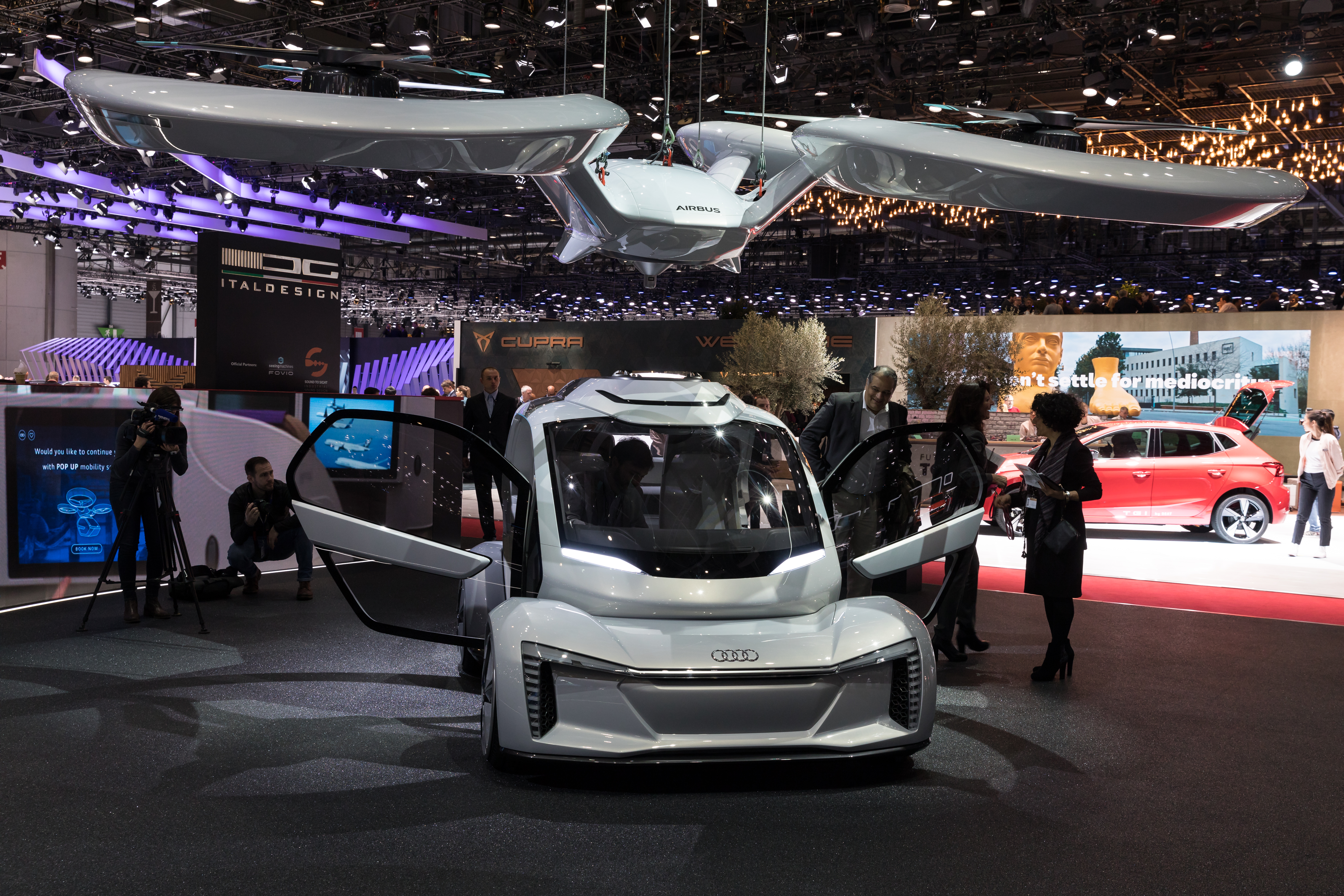
Audi Pop.Up Next, двухместный концепт беспилотного летающего автомобиля разработки Audi AG, Airbus, Italdesign

## Принцип действия
По принципу управления мультикоптеры бывают:
- автономные
- дистанционно управляемые (беспилотные)

Мультикоптеры имеют 3 (обычно чётное количество —  4 (квадрокоптеры), 6 (гексакоптеры) и 8 (октокоптеры)) или более винтов постоянного шага ( без автомата перекоса, в отличие от одно- и двухвинтовых аппаратов). Каждый винт приводится в движение собственным двигателем. Половина винтов вращается по часовой стрелке, половина — против, поэтому рулевой винт мультикоптеру не нужен. Маневрируют мультикоптеры путём изменения скорости вращения винтов (регулятор оборотов: UBEC, Universal Battery Eliminator Circuit). Например:
- ускорить все винты — подъём;
- ускорить винты с одной стороны и замедлить с другой — движение в сторону;
- ускорить винты, вращающиеся по часовой стрелке, и замедлить вращающиеся против — поворот в плоскости.

Микропроцессорная система переводит команды радиоуправления в команды двигателям. Чтобы обеспечить стабильное зависание, мультикоптеры в обязательном порядке снабжают тремя гироскопами, фиксирующими крен аппарата. 
Как вспомогательный инструмент, иногда, также используется акселерометр, данные от которого позволяют процессору устанавливать абсолютно горизонтальное положение, и бародатчик, который позволяет фиксировать аппарат на нужной высоте. 
Также, применяют сонар для автоматической посадки и удержания небольшой высоты, а также для облёта препятствий. 
Использование GPS-приемника позволяет записывать маршрут полёта заранее, с компьютера, а также, возвращать аппарат в точку взлёта, в случае потери управляющего радиосигнала, или снимать параметры полёта оперативно или потом.
Винты могут быть установлены непосредственно на вал двигателя, либо через редуктор.
В любительских и профессиональных мультикоптерах используются коллекторные и бесколлекторные электродвигатели и литий-полимерные аккумуляторы в качестве источника энергии.
Это накладывает определённые ограничения на полётные характеристики: типичная масса мультикоптера составляет от 1 до 4 кг, при времени полёта от 10 до 30 минут (30—50 минут у уникальных единичных экземпляров).
Запас энергии батарей позволяет отдельным моделям мультикоптеров улетать на расстояние до 7—12 км, на практике же радиус действия (максимальное расстояние, на которое они способны улететь с последующим возвратом в точку взлёта) обычно ограничено прямой видимостью (100—200 м при ручном управлении) либо дальностью действия аппаратуры радиоуправления и видеолинка. При этом лучшие образцы подобной аппаратуры, использующие усилители мощности радиосигнала и систему направленных антенн, способны обеспечивать стабильные радиоуправление и видеолинк на расстояния до 100 км. Таким образом, наибольшее ограничение на радиус действия мультикоптеров накладывает именно время полёта. 

Эти ограничения приводят к тому, что мультикоптеры обычно используются как аппараты «ближнего радиуса действия»: для любительских полётов недалеко от себя, для фото-видеосъёмки близко расположенных объектов и так далее (для сравнения, беспилотные самолёты с аккумулятором аналогичной ёмкости могут улетать на 10—15 км при высоте полёта 1—2 км).
Поднимаемый полезный груз моделями мультикоптеров среднего размера и грузоподъёмности — от 500 г до 2—3 кг, что позволяет поднять в воздух небольшую фото или видеокамеру (обычно экшн-камера в более дешёвых моделях, либо зеркальные камеры в профессиональных). Существуют и достаточно крупные модели мультикоптеров, с количеством роторов порядка 6—8 (гекса- и октокоптеры), способные поднять в воздух груз массой до 20—30 кг. Для увеличения грузоподъёмности применяют соосное расположение несущих роторов, что в случае гексакоптера, например, даёт 12 моторов и 12 пропеллеров, расположенных попарно на 6 несущих лучах.
Скорость полёта мультикоптера может быть от нуля (неподвижное висение в точке) до 100—110 км/ч.
Существуют также трёх- и пятивинтовые вертолёты (три- и пентакоптеры). Один из моторов там располагается на нанизанной на ось подвижной платформе, угол поворота которой изменяется сервоприводом — так и осуществляется поворот аппарата вокруг своей оси.
Отдельно стоит отметить экспериментальные аппараты: бикоптеры, квадрокоптеры с изменяемым шагом пропеллеров, квадрокоптеры с двигателями на импеллерах, однако они не получили какого-либо распространения.
По вариантам размещения винтов в отношении оси движения и в зависимости от их направления вращения различают несколько типов мультикоптеров:

## Современное применение
Современное применение мультикоптеров весьма разнообразно: от игрушек, доставки товаров, любительских средств для фото- и видеосъёмки до пассажирских и грузовых транспортных средств и боевых роботов.
Мультикоптеры удобны для недорогой аэрофото- и киносъёмки — громоздкая камера вынесена из зоны действия винтов.

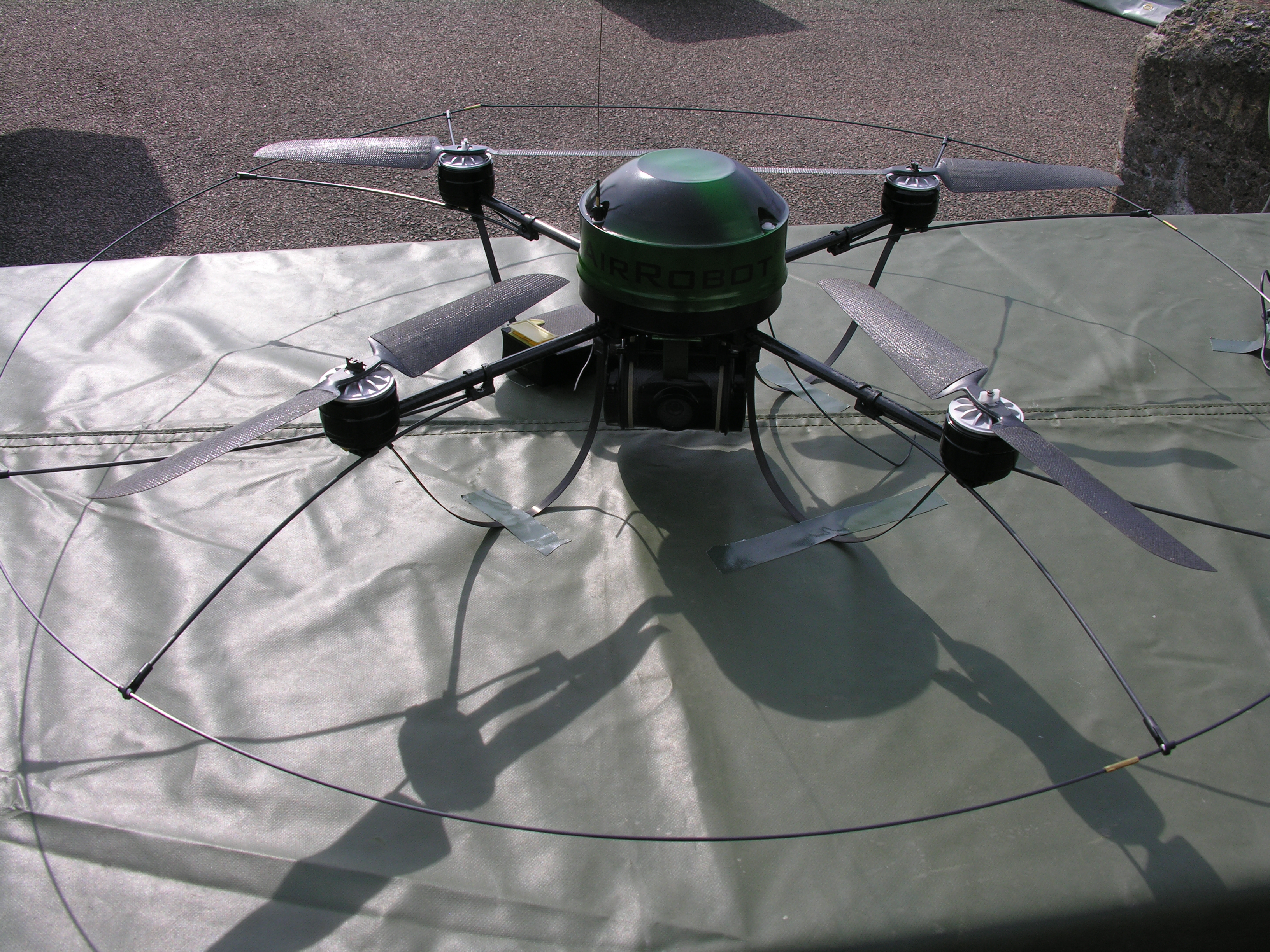
Квадрокоптер AirRobot AR 100-B
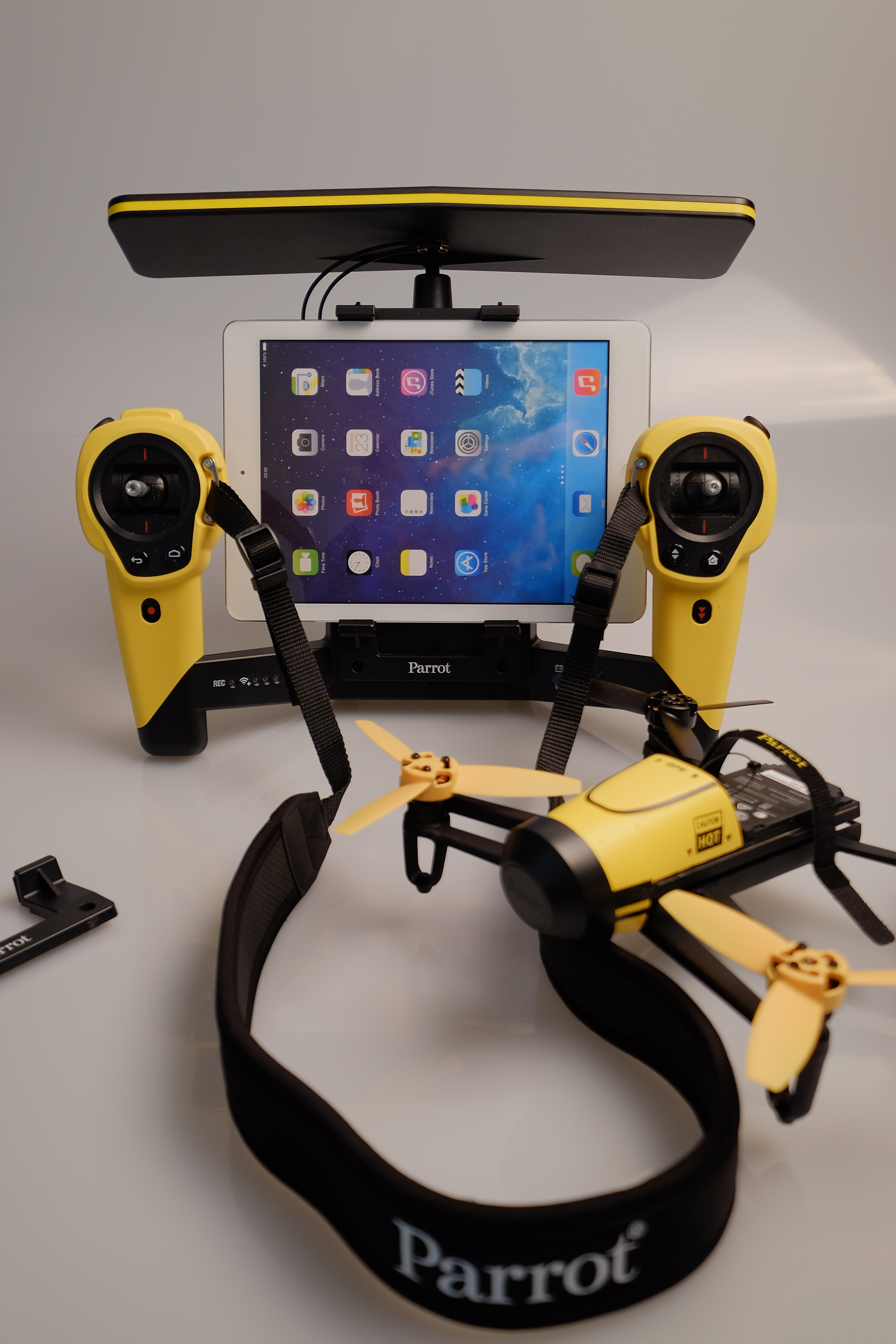
Миниатюрный квадракоптер, с пультом управления с возможностью установки планшета как приёмника видеосигнала
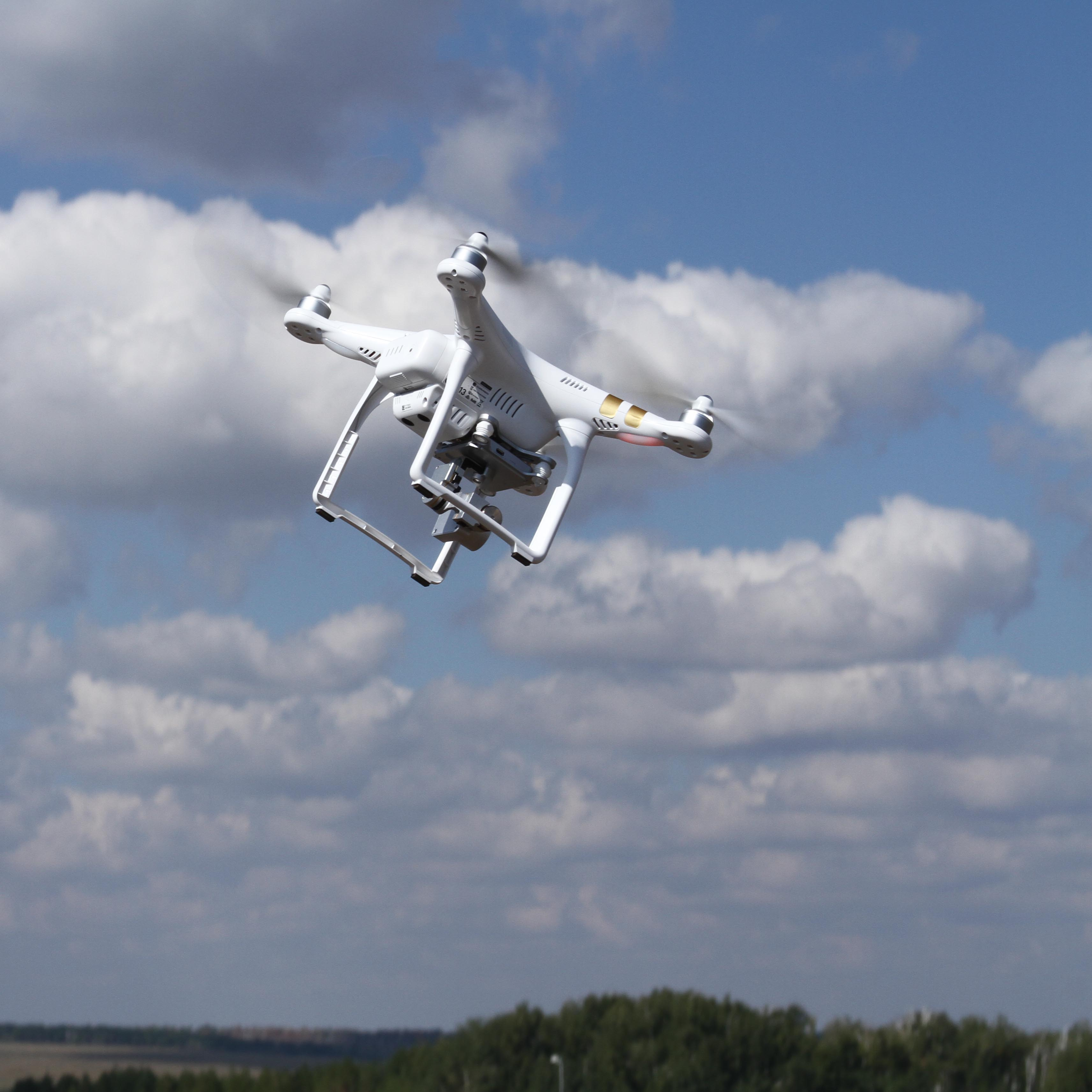
Квадрокоптер для профессиональных фотосъёмок с креплениями для цифровых фотоаппаратов
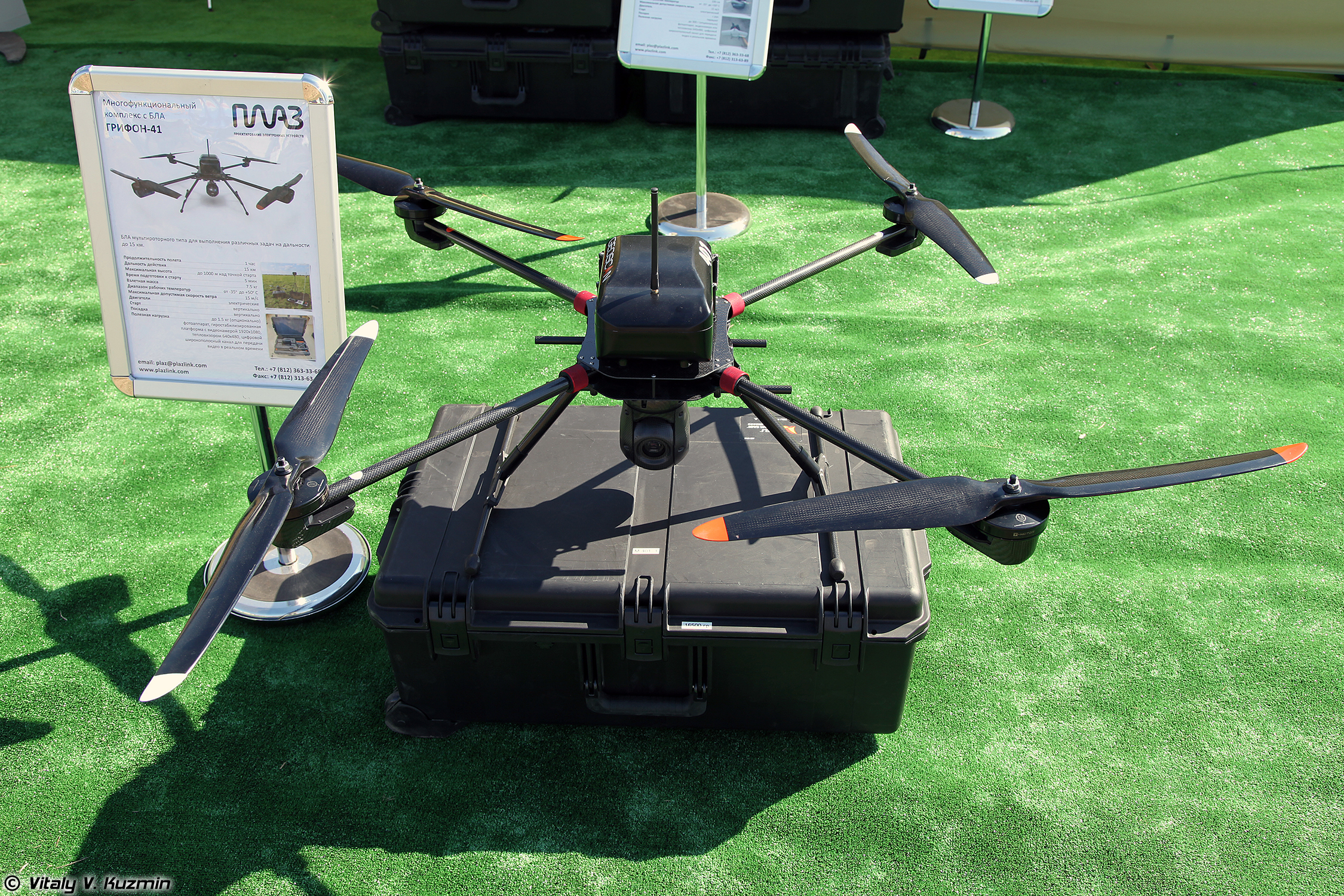
Квадрокоптер визуального контроля окружающего пространства для силовых структур «Грифон-41»
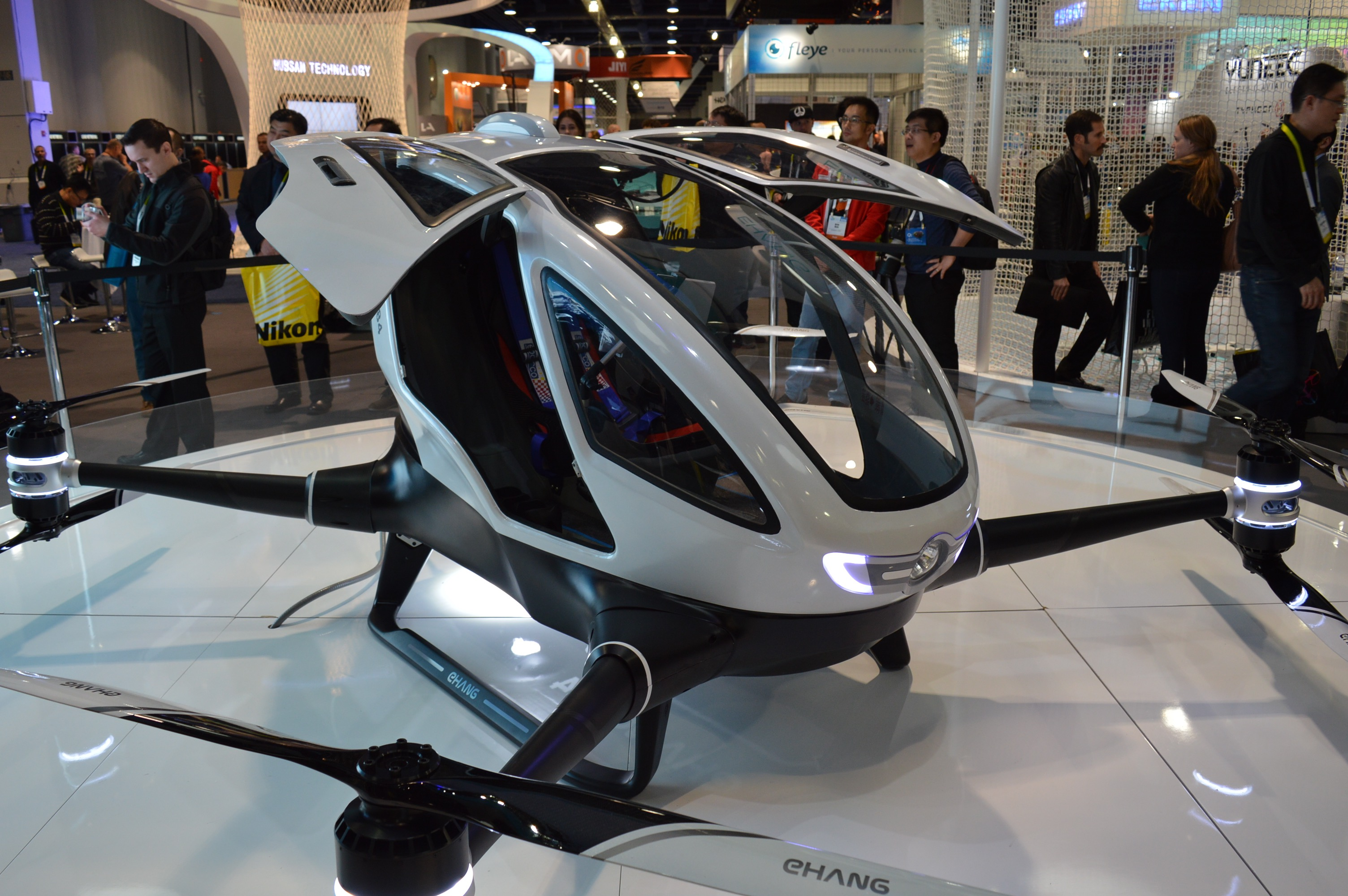
Экспериментальный квадрокоптер «Ehang 184»
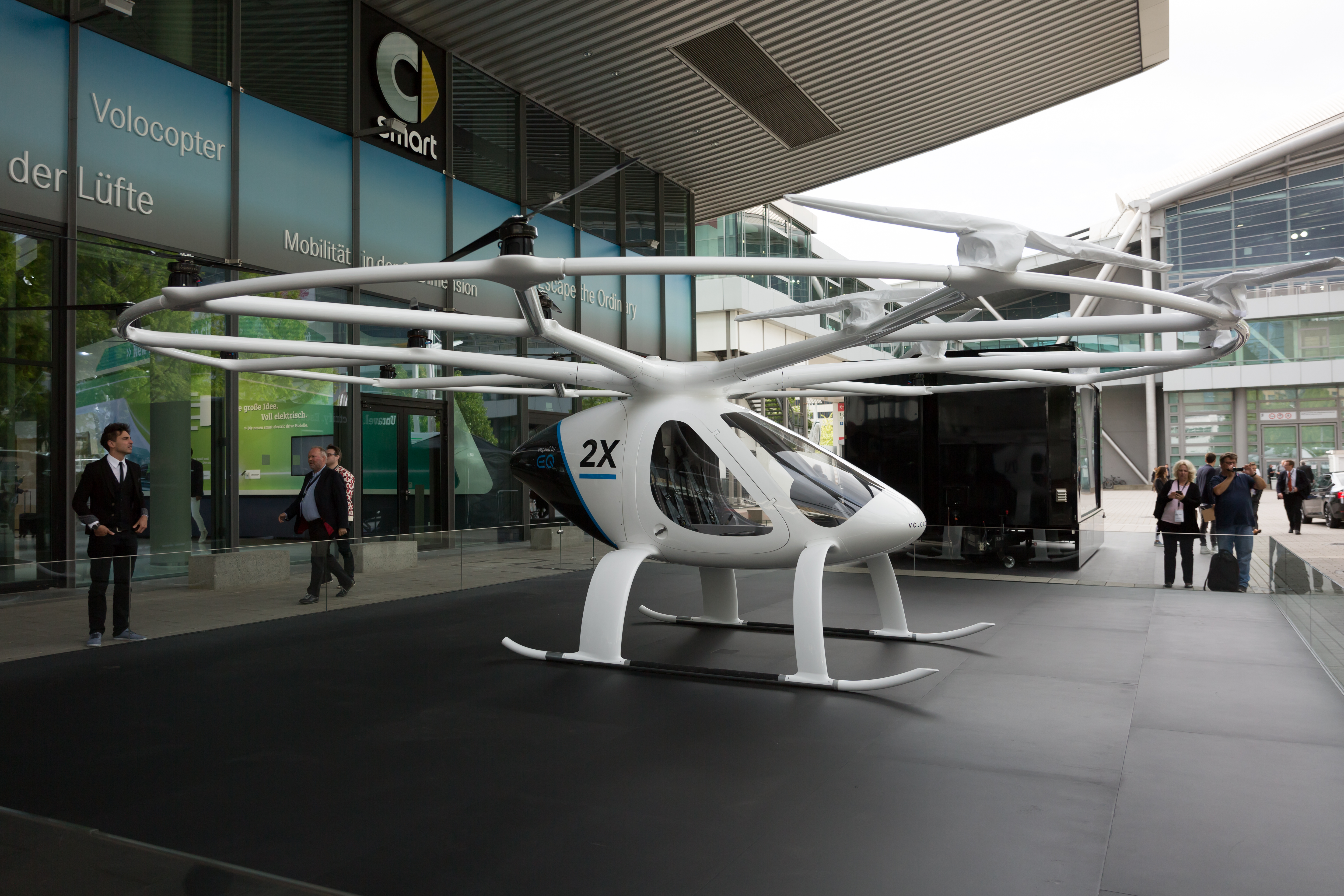
Прототип «Volocopter 2X» с восемнадцатью несущими винтами

### Мультикоптеры-игрушки
В последнее время появились миниатюрные квадрокоптеры, умещающиеся на ладони (Walkera Ladybird, WLtoys V929, Blue Arrow nano Loop и пр). Они практически безопасны (масса аппарата менее 100 г), в то же время позволяют получить основные навыки полёта на мультироторном аппарате, так как принцип их управления ничем не отличается. Квадрокоптеры такого размера возможно запускать дома, не рискуя нанести вред людям или предметам. Некоторые модели разгоняется до впечатляющих 26 м/с, имеют высокое качество съёмки и управляются на расстоянии более 3,5 км.

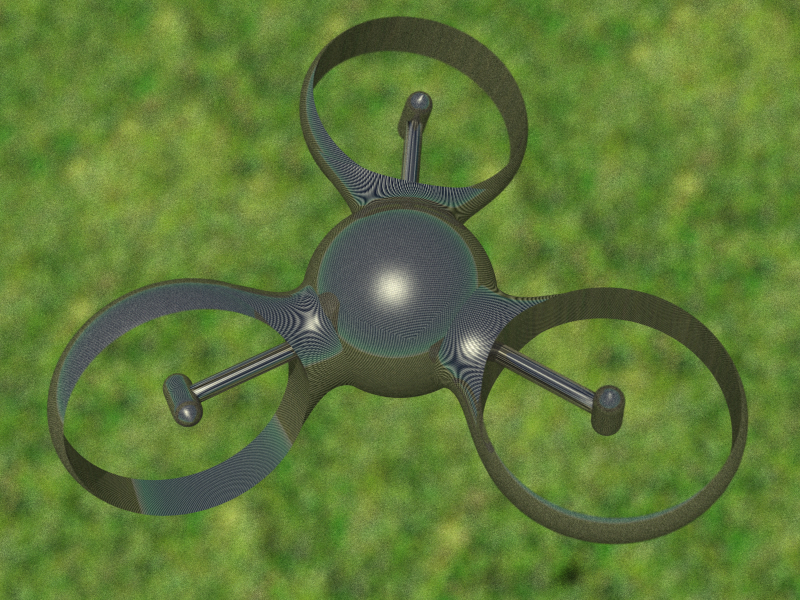
Трикоптер
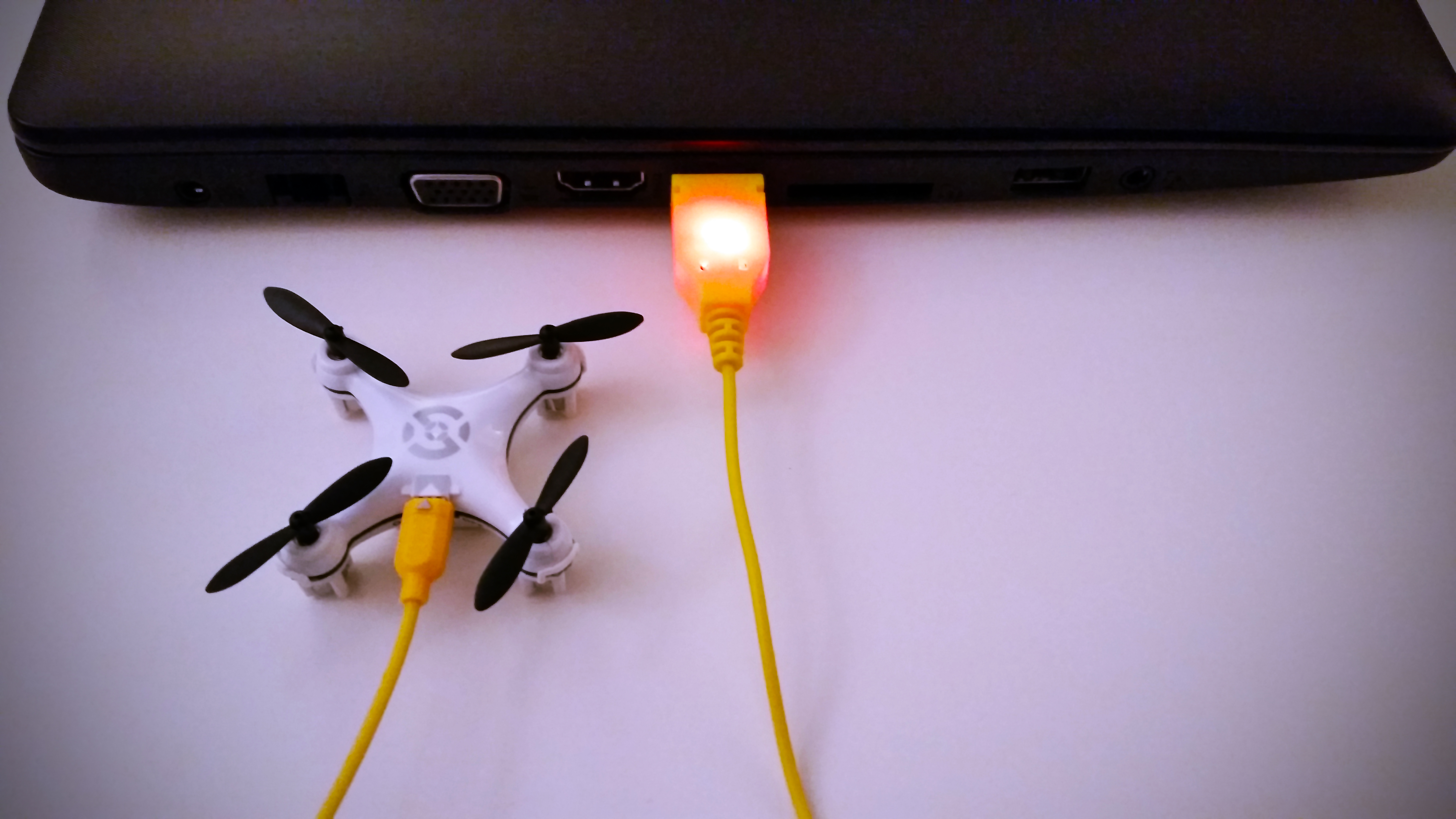
Миниквадрокоптер с зарядкой через USB
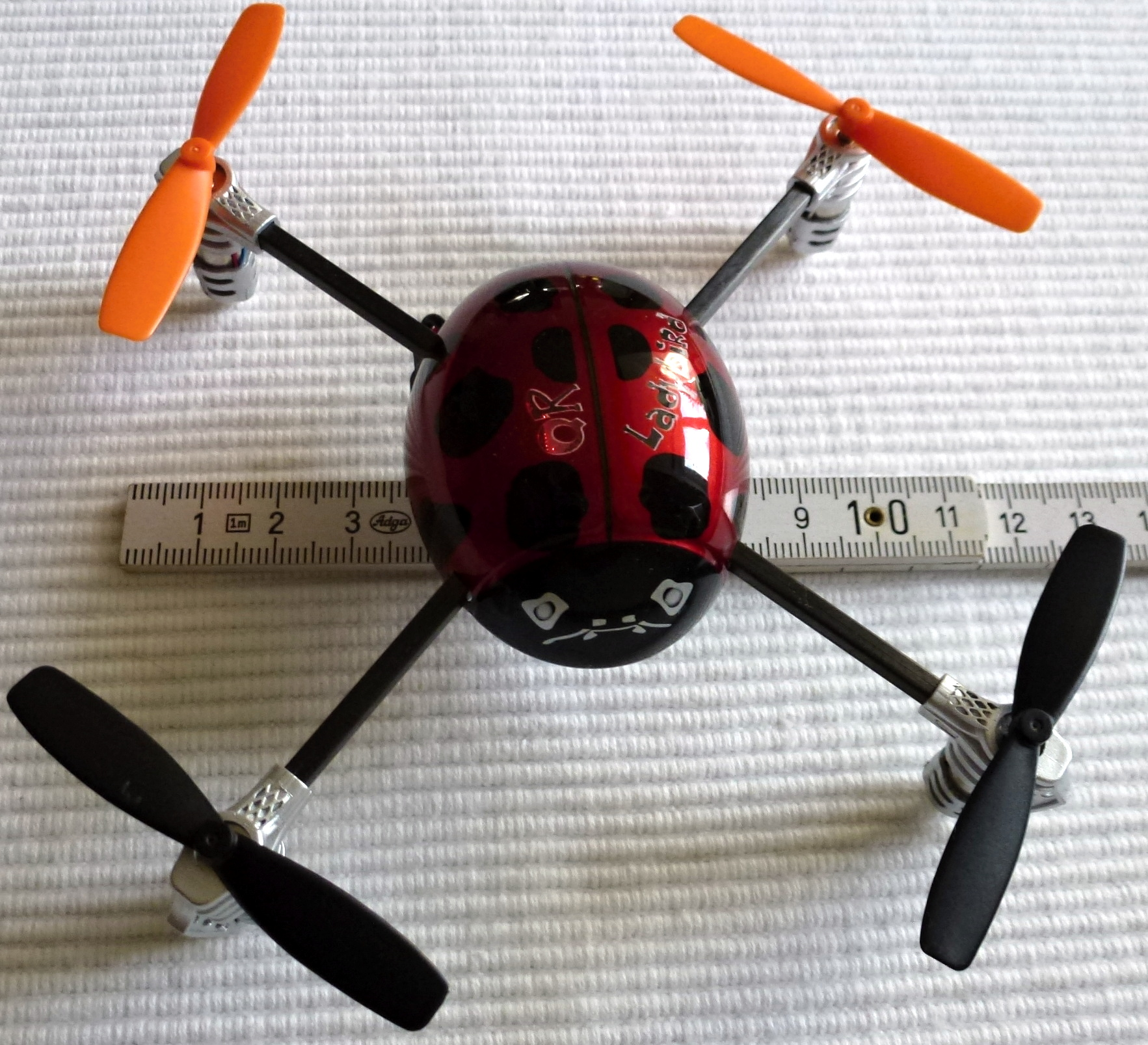
Миниквадрокоптер с управлением по ИК-каналу
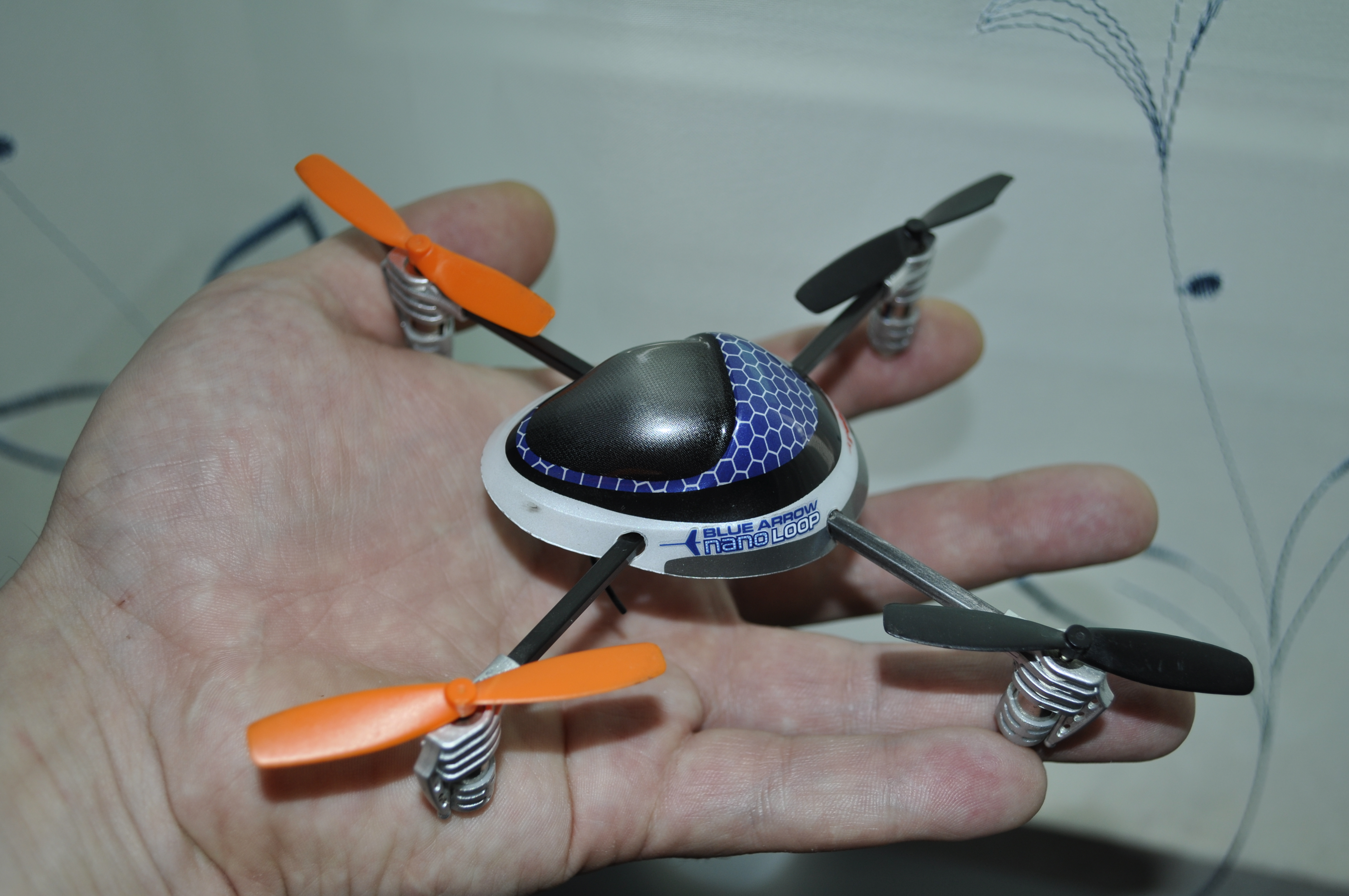
Квадрокоптер «Robbe Blue Arrow Nano Loop»
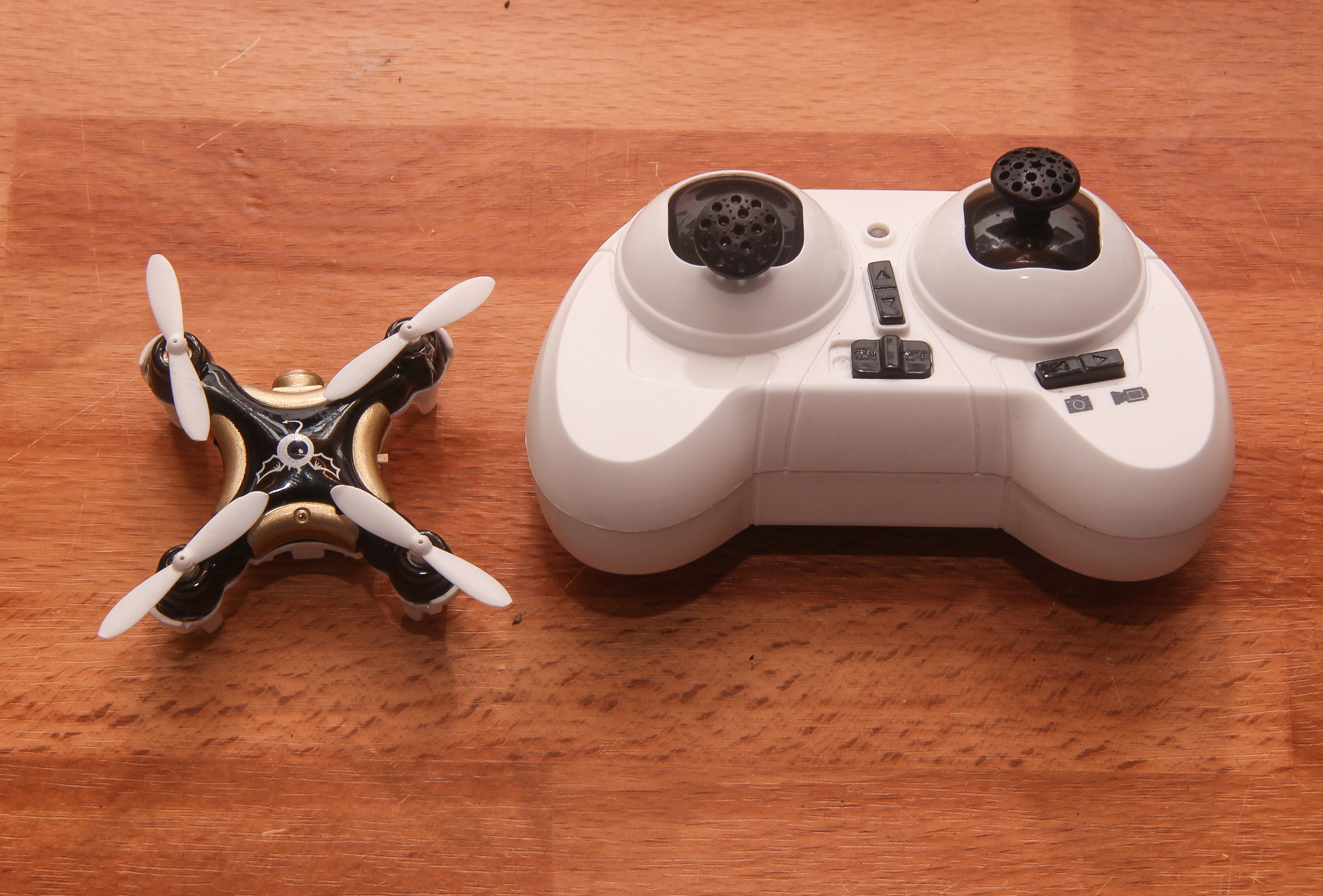
Миниквадрокоптер с пультом управления
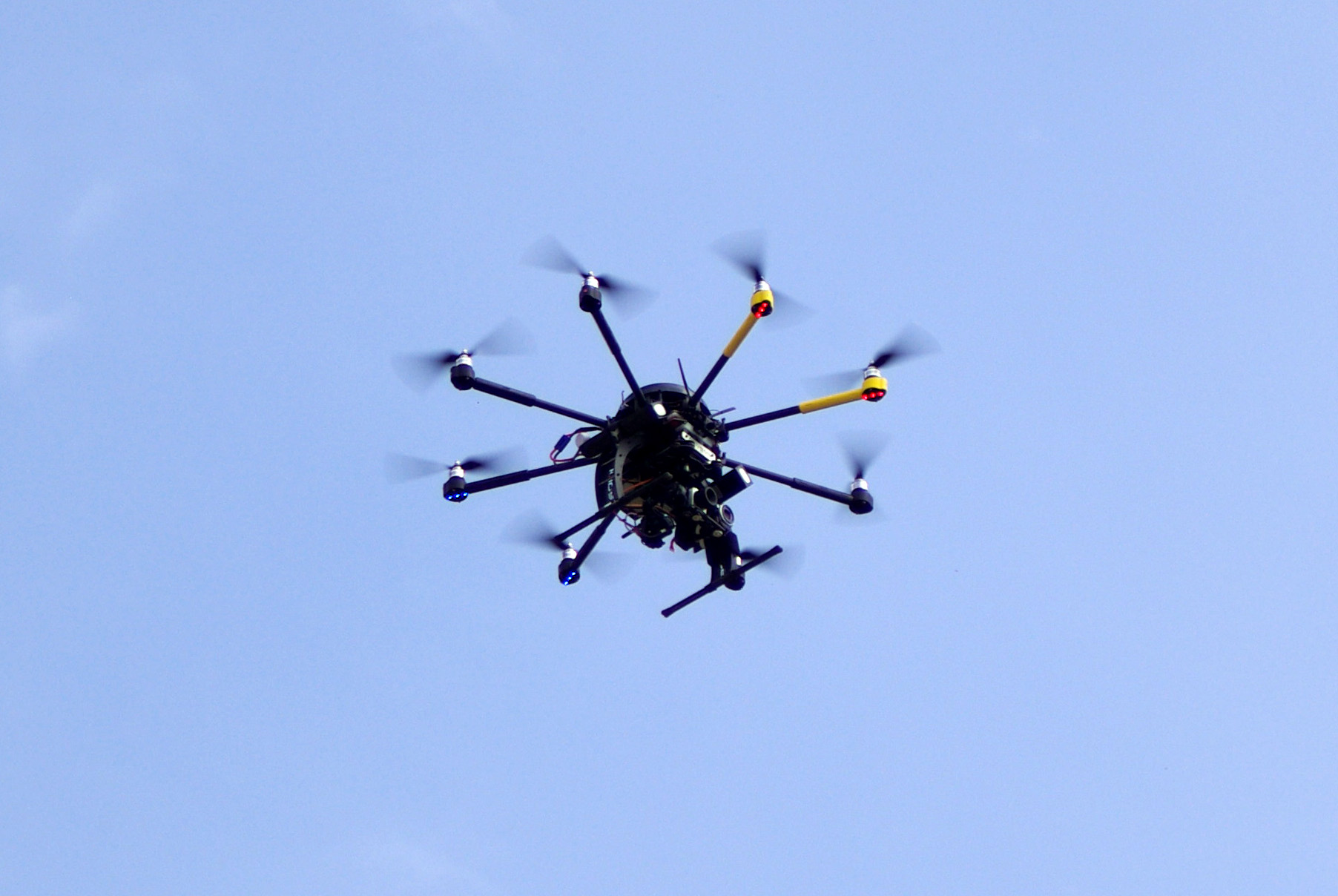
Октокоптер в полёте
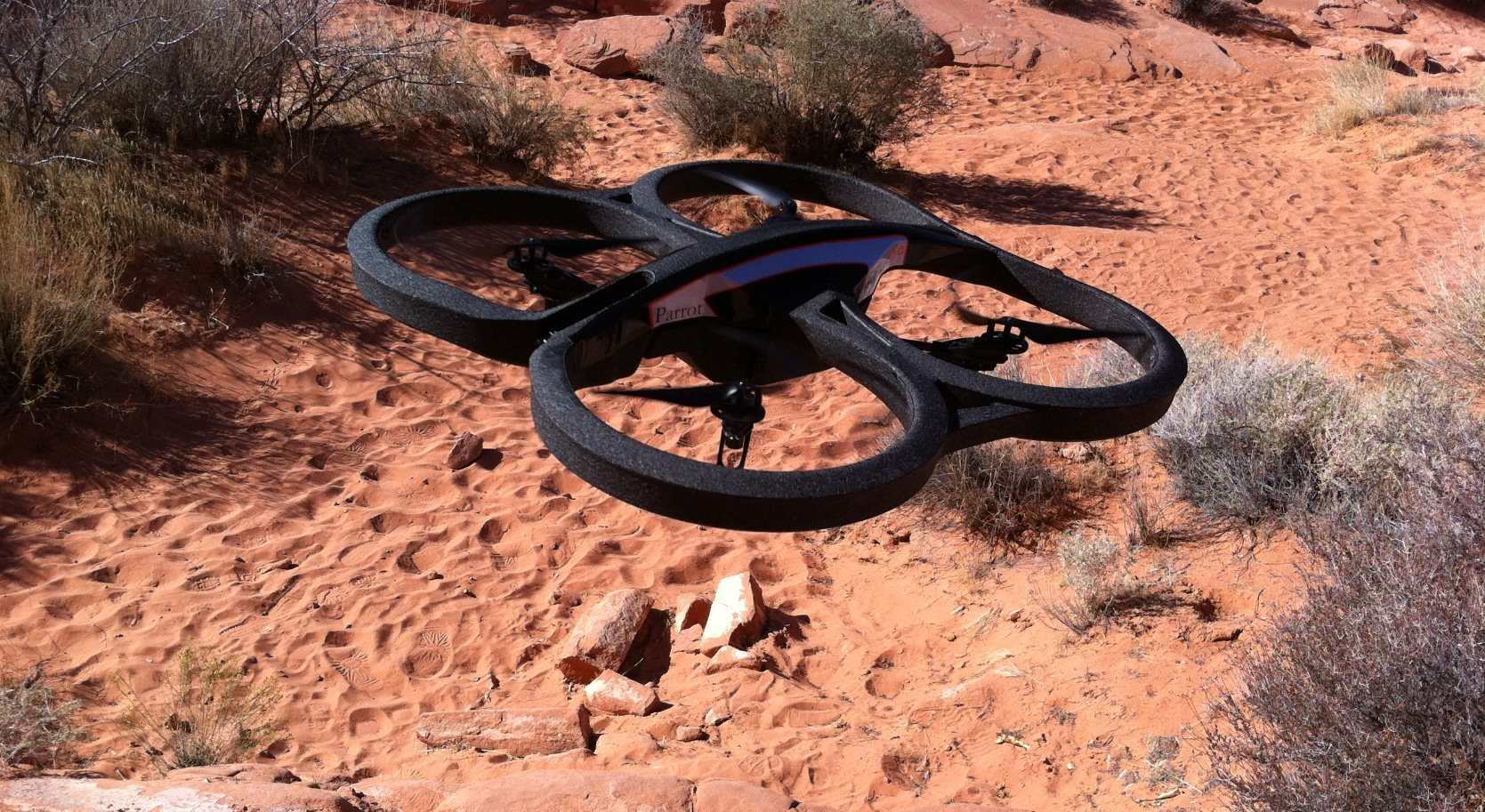
Квадрокоптер Parrot AR.Drone 2.0 с управлением по Wi-Fi при помощи смартфонов/планшетов вместо пульта управления

## Безопасность полётов
В отличие от самолёта, который способен планировать с выключенным двигателем, или вертолёта, который способен сесть с помощью авторотации, мультикоптер при отключении моторов или электропитания, полностью неуправляем. Квадрокоптер при отказе одного из двигателей может сохранять стабилизацию. Гексакоптер или октокоптер помимо этого могут совершить мягкую посадку с одним неработающим мотором, однако не во всех случаях (например, при разрыве хотя бы одной лопасти вибрация из-за дисбаланса увеличивается настолько, что контроллер перестаёт работать, и аппарат переходит в неуправляемое падение). Но уже существуют экспериментальные квадрокоптеры, которые могут стабилизировать полёт и совершить посадку при потере одного из двигателей.
Учитывая то, что мультикоптер имеет немалую массу, жёсткий корпус и быстро вращающиеся пропеллеры, его столкновение с людьми или автотранспортом может привести к негативным последствиям. Поэтому полёты над людьми или автодорогами не рекомендуются. Желательно планировать траекторию полёта так, чтобы в случае необходимости (например, при разрядке батареи) внизу было место для безопасной посадки.
Важен и человеческий фактор. Современный полётный контроллер по сложности настройки и количеству полётных режимов почти не уступает настольному компьютеру. Невнимательное чтение документации, отсутствие выполнения необходимых действий (например, калибровки компаса при настройке) могут привести к неуправляемому полёту и потере аппарата. Вылет аппарата за радиус действия пульта при отсутствии режима GPS-возврата также является одной из причин потерь аппаратов.
В целях безопасности некоторые модели дистанционно управляемых мультикоптеров оборудуют дублирующими системами навигации и позиционирования, элементами интеллектуальной роботизации способствующими самостоятельному определению летательным аппаратом препятствии на маршруте полёта и их облёту, защитными кожухами винтов или всего летательного аппарата, самостоятельным возвратом к месту пуска при утере сигнала управления.

## Законодательное регулирование
В Российской Федерации установлен разрешительный порядок на полёты всех без исключения беспилотных воздушных аппаратов. Статья 33 Воздушного Кодекса РФ определяет, какие БВС подлежат регистрации, а какие учёту, но в настоящее время не существует каких-либо правовых последствий за отсутствие у граждан учёта/регистрации беспилотных воздушных аппаратов. 
За полёты без разрешения на использование воздушного пространства (ИВП) предусмотрена ответственность по ст. 11.4 КоАП — для физических лиц штраф до 50 000 руб., до 150 000 руб. для должностных лиц и до 300 000 руб. для юридических лиц. 
Для получения разрешения на ИВП в пределах населённых пунктов надлежит заранее подать заявку  на ИВП в местный орган самоуправления, в которой указать план полёта. При этом имеются ограничения — по времени и по территории (запретные зоны и зоны ограничения полётов). Например, безусловно запрещены полёты возле аэропортов, военных и других охраняемых объектов, исправительных учреждений, а на время проведения Чемпионата мира по футболу 2018 года Росавиация вводила ограничения на ИВП над городами проведения чемпионата с 1 июня по 17 июля 2018 г.
Отдельно регулируется фото- или видеосъёмка с использованием беспилотных аппаратов. Съёмка с воздуха относится к авиационным работам, даже если речь идёт о получении художественных фотографий. В соответствии с текущим законодательством, для проведения подобных съёмок требуется:
- Разрешение на съёмку Генерального штаба вооруженных сил РФ;
- Разрешение на съёмку оперативного управления штаба военного округа, в зоне ответственности которого находится снимаемый объект;
- Разрешение территориальных органов безопасности ФСБ;

После завершения съёмки заснятый материал передаётся в региональное УФСБ для рассекречивания и последующего использования в открытом доступе.